# Rania Gabsi
Rania Gabsi (arabe : رانية القابسي), née le 22 janvier 1988 à Tunis, est une actrice tunisienne, notamment connue pour son rôle de Yosr dans la série télévisée Maktoub.

## Filmographie

### Cinéma
- 2011 : Or noir de Jean-Jacques Annaud
- 2012 : Millefeuille de Nouri Bouzid : Fatma
- 2014 : El Ziara, la lune noire de Nawfel Saheb-Ettaba

### Télévision

#### Séries
- 2008-2014 : Maktoub de Sami Fehri : Yosr Ben Salah
- 2014-2015 : School de Zied Litayem : Mayssa
- 2016 : Warda w Kteb d'Ahmed Rjeb : Karima
- 2020 : Awled Moufida de Sami Fehri
- 2022 : Baraa de Mourad Ben Cheikh et Sami Fehri

#### Émissions
- 2012 : Le Crocodile (épisode 22) sur Ettounsiya TV
- 2012 : Café'IN sur Tunisna TV : animatrice
- 2014 : Maândek Win Tohreb (épisode 11) sur Tunisna TV
- 2015 : Dbara Tounsia (épisode 27) sur Ettounsiya TV
- 2017 : 360° avec Hédi Zaiem (ar) sur El Hiwar El Tounsi
- 2018 :
  - Media police sur Tunisna TV
  - Fekret Sami Fehri avec Hédi Zaiem sur El Hiwar El Tounsi

#### Vidéos
- 2017 : Bikch (clip) de Walid Nahdi, réalisé par Mohamed Ali Nahdi